# 隙間女
隙間女，是典型的都市傳說之一。櫻金造的代表作，但江戶時代的隨筆《耳袋》中有類似的怪談，因此可能是源自江戶時代的民間傳說。

## 概述
基本上故事情節沒有什麼變動，也有窺伺者是男性的版本。
某日，獨自居住的青年感覺在房間中似乎有著誰在窺伺著。
當然，房間中除了他以外就沒有其他人了。
「是心理作用吧……」他如此想著，便把這件事給忘了。
但是從那日之後，房間中似乎有著誰的視線在窺伺著的異樣感每天都襲擊著他。
由於他的房間是位於公寓的3樓，因此窺伺者不可能在外面偷看。
「或許是躲藏在房間中的某處。」他如此想著並開始搜索著家中，但依舊什麼也沒有。
「我該不會瘋了吧……」
就在他開始如此想著的同時，他終於發現了視線的主人。
他房間中的衣櫃和牆壁之間的數公厘的空隙之中站著一個女人，一直盯著他看。

### 櫻金造的版本
某個男人無端端的不來上班。
擔心的同事們試著打電話連絡，可是也連絡不上；如此的狀態持續了一個禮拜後，大家決定前往他家。
終於，到達這男人的家；並且聽聞到了，這期間男人完全沒有踏出家門一步的事。
同事中的一人說道「好啦好啦，走吧！」，男人卻說「不可以！因為她說千萬不能動，所以不行！」
大家都感到不可思議，問著「到底是誰說這種事的？」，男人指着廚房冰箱的空隙說道「就在那裡……」
朝那邊望去後，只見空隙中有個穿紅衣的女人，一直盯著這裡看。

## 解說
日常生活中，經常有著這種狹小空隙的地方。
由於裡面光線幾乎無法滲透進去，從外面看來就是昏昏暗暗甚至一片漆黑；此外諸如蟑螂、壁虎等令一般人不快的生物也常藏匿於裡面，因此人們會對狹小空隙處產生恐懼感。
而隙間女就是因為此種心理擴大化後的產物。

## ACG文化
- 遊戲

東方妖妖夢 ～ Perfect Cherry Blossom.：八雲紫
東方深秘錄 ～ Urban Legend in Limbo.：博麗靈夢
- 輕小說

夜安！借住少女出沒注意：啞鳴
- 动漫

地狱老师